# Byadamudlu, Chamarajanagar
Byadamudlu là một làng thuộc tehsil Chamarajanagar, huyện Chamarajanagar, bang Karnataka, Ấn Độ.